# Отрау
Отрау (њем. Ottrau) општина је у њемачкој савезној држави Хесен. Једно је од 27 општинских средишта округа Швалм-Едер. Према процјени из 2010. у општини је живјело 2.378 становника. Посједује регионалну шифру (AGS) 6634020.

## Географски и демографски подаци
Отрау се налази у савезној држави Хесен у округу Швалм-Едер. Општина се налази на надморској висини од 378 метара. Површина општине износи 48,5 km². У самом мјесту је, према процјени из 2010. године, живјело 2.378 становника. Просјечна густина становништва износи 49 становника/km².

## Међународна сарадња
| Мјесто | Држава    | Врста сарадње | Од    |
| ------ | --------- | ------------- | ----- |
|        | Француска | партнерство   | 1982. |
| Извор  |           |               |       |